# Austracista

Imperiales, Aguiluchos, Vigatans, Maulets y Archiduquistas. El águila es el símbolo del Sacro Imperio Romano Germánico

Austracistas es la denominación que la historiografía española actual da a los partidarios del archiduque Carlos de Austria como candidato a la Corona de España en el marco de la guerra de sucesión española (1701-1713). Los austracistas recibieron los apelativos de imperiales, aguiluchos, vigatans, maulets, archiduquistas, carolistas o carlistas (no deben confundirse con los carlistas del siglo XIX). Sus antagonistas, los borbónicos (angevinos, felipistas o botiflers), eran los partidarios de Felipe de Anjou o de Borbón, nieto de Luis XIV de Francia.

## Historia
Aunque también tuvieron presencia en la Corona de Castilla, donde constituían un partido aristocrático en torno a la reina Mariana de Neoburgo (la última esposa de Carlos II el hechizado), los austracistas se localizaban mayoritariamente en los territorios de la Corona de Aragón: reino de Aragón, reino de Valencia, reino de Mallorca y Principado de Cataluña.

### El austracismo castellano

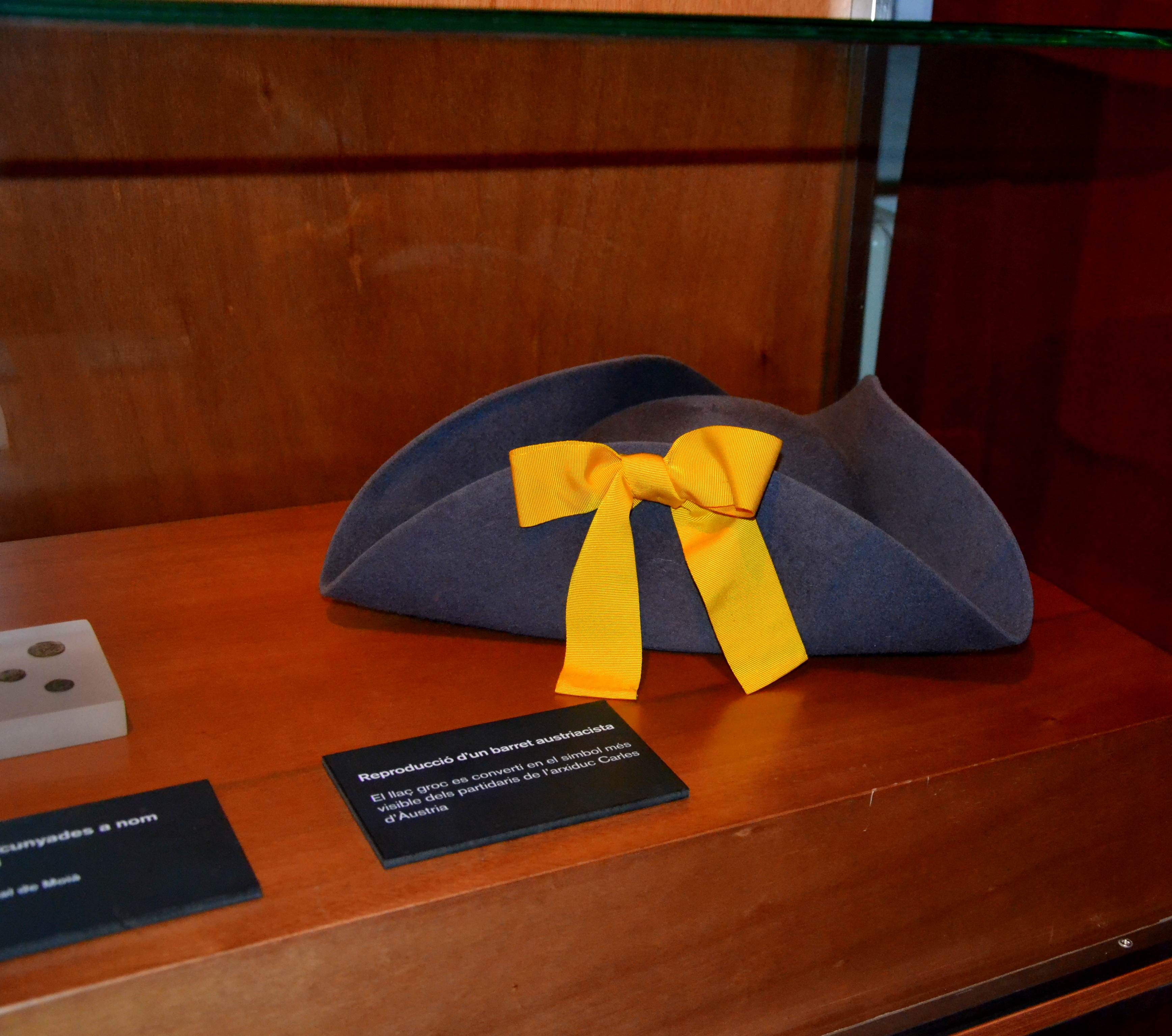
Sombrero austracista.

A diferencia de lo que sucedió en la Corona de Aragón donde la causa del Archiduque Carlos tuvo un amplio y diverso apoyo social, en la Corona de Castilla el austracismo se dio en una parte de la alta nobleza, del clero, de los funcionarios de tipo medio y de algunos grupos de comerciantes perjudicados por el comercio francés —mientras que fueron escasas las muestras de austracismo entre las clases populares, volcadas en favor de Felipe V, al contrario de lo que ocurrió en los estados de la Corona de Aragón—. Por otro lado, el fuerte regalismo implantado en Francia por Luis XIV (galicanismo) también fue un factor que atrajo a una parte del clero a la causa austracista.
El líder del austracismo castellano fue Juan Tomás Enríquez de Cabrera, almirante de Castilla, que ya antes de la muerte de Carlos II había encabezado, junto con la reina el "partido alemán" que intentó presionar al rey para que en su testamento nombrara como su sucesor al segundo hijo del emperador Leopoldo I, el archiduque Carlos, y que en cuanto Felipe V ocupó el trono marchó a Portugal, donde consiguió que su rey abandonara la alianza con los borbones y se integrara en la Gran Alianza. En 1703 publicó un Manifiesto en el que denunciaba que la voluntad del rey fallecido Carlos II había sido violentada cuando redactó su testamento en favor de Felipe de Anjou para satisfacer la ambición de Luis XIV de «conquistar» España y además argumentaba que no se había respetado el testamento de que Felipe V renunciara a sus derechos sucesorios a la Corona de Francia, para evitar que se pudiera producir la unión dinástica de las dos monarquías. "Por todo ello colegía que los súbditos podían sentirse libres del «contrato mutuo» del juramento de fidelidad, ya que Felipe V los sometía a la «esclavitud» de una «nación forastera»... [En ese sentido, también] denunció que a pesar de las «quiméricas» promesas, el comercio interior y el de las Indias habían sido acaparados por los franceses, del mismo modo que éstos copaban puestos decisivos en el gobierno de la monarquía".
Así pues, en el ideario del austracismo castellano el elemento clave fue el factor dinástico —la legitimidad de la Casa de Austria frente a la «ilegítima» Casa de Borbón— como se puso de manifiesto en el lema que ostentaban las banderas del primer regimiento al servicio de Carlos III el Archiduque, creado por el Almirante de Castilla, y que pasó a Cataluña en 1705: Pro Lege, Rege et Patria.

### El austracismo de la Corona de Aragón
La razón principal de la fuerte implantación que tuvo el austracismo en los estados de Corona de Aragón fue la confianza en que la Casa de Austria preservaría sus sistemas constitucionales amenazados por la Casa borbónica (caracterizada por el absolutismo); unos sistemas forales que tenían sus raíces en la Edad Media y que caracterizaron toda la modernidad política, en los que cada reino de la Monarquía Hispánica (desde Portugal hasta Flandes, pasando por Nápoles) gozaba de su propio particularismo en asuntos fiscales, monetarios, aduaneros, militares, etc., de modo que la gestión de la mayor parte de los asuntos de política interior se realizaba por las instituciones locales de forma casi independiente siguiendo la tradición hispánica, tratándose la monarquía de España de una monarquía compuesta por la agregación de varios reinos, estados y señoríos radicados en la península itálica, ibérica y Centroeuropa unidos en la persona del monarca. Las competencias del monarca (ejercidas desde Madrid a partir de la fijación de la corte en la época de Felipe II) se centraban en la política exterior y religiosa (por su control de la Inquisición). 
El enfrentamiento entre las tendencias centralista y particularista se había producido ya en los siglos anteriores, jurisdiccionalmente (pleito del virrey extranjero) o incluso violentamente de forma esporádica (Alteraciones de Aragón, 1590, sublevación de Cataluña, 1640-1659, guerra de Restauración portuguesa, 1640-1688). No obstante, territorios de marcado foralismo como el reino de Navarra, las provincias vascas y el valle de Arán estuvieron en el bando borbónico y Felipe V les recompensó manteniéndoles su particularismo (derechos históricos). 
Un felipista, Agustín López de Mendoza, conde de Robres, ya señaló en su obra Historia de las guerras civiles de España publicada durante la guerra que una de las causas de que los estados de la Corona se hubiera pasado a la causa del Archiduque fue que «juzgasen poco seguras sus exenciones bajo el cetro de un monarca criado en una corte sumamente absoluta».
En el ideario del austracismo de la Corona de Aragón, especialmente el de Cataluña, el factor dinástico no fue el elemento determinante como en el austracismo castellano sino el sentimiento antifrancés y, sobre todo, la defensa del modelo pactista y "constitucionalista" de las relaciones entre el soberano y sus súbditos, que anteponía la fidelidad a la "patria" a la fidelidad al rey si este violaba las leyes e instituciones propias que la caracterizaban y definían. Que la defensa de las «libertades, leyes y derechos de la patria» fue el elemento esencial del austracismo catalán lo demuestra el texto del Pacto de Génova firmado en junio de 1705 entre el representante de la reina Ana de Inglaterra y dos enviados de los vigatans —que habían iniciado la sublevación austracista en Cataluña— en el que se alude 17 veces a las Constituciones catalanas y a su defensa frente a la política represiva llevada a a cabo por los virreyes nombrados por Felipe V —que por otro lado se quejaban de «lo que estrechan sus Constituciones», refiriéndose al poder efectivo que tenían en el Principado—. De forma más radical lo expresó un jurista austracista exiliado en Viena tras la guerra: «Cataluña en calidad de libre, no está sujeta al derecho de nada ni de nadie, sino que está sujeta al propio derecho».
Esta concepción "constitucionalista" del poder político conllevaba una idea plural de la Monarquía Hispánica como lo puso de manifiesto Francesc de Castellví en sus Narraciones históricas escritas en el exilio tras la derrota austracista:

Aunque en todo el continente de la España se nombran sus naturales en común españoles, eran y son distintos... Eran estas naciones en el continente de la España distintas en leyes, costumbres, trajes e idiomas. En leyes como es de ver en sus particulares estatutos; en costumbres y trajes, lo advertirá el que viajare; en idiomas son cuatro distintos, esto es portugués, vizcaíno, catalán, castellano o aragonés, que es el mismo idioma

En cuanto al sentimiento antifrancés son numerosos los impresos y folletos austracistas que lo utilizan para socavar los apoyos al "felipismo". En uno de ellos se decía:

Francia ni es católica ni protestante ni mahometana, ni de secta alguna hasta ahora conocida, es una nueva hidra universal compuesta de tantas cabezas que se acomoda en todo lo que toca a su interés

### El exilio y el «austracismo persistente»
Tras la caída de Barcelona en septiembre de 1714, cerca de 30 000 austracistas marcharon al exilio, y varios miles fueron a Viena, donde se encontraba la nueva corte del Archiduque Carlos que desde diciembre de 1711 era el emperador Carlos VI del Sacro Imperio Romano Germánico. Allí algunos de ellos ocuparon puestos muy importantes en la corte imperial hasta el punto de que se hablaba de la existencia de un "partido español" enfrentado al "partido alemán".
En 1725 se firmó el Tratado de Viena que puso fin diplomáticamente a la guerra de sucesión española, ya que según lo estipulado en el mismo el emperador Carlos VI renunciaba a sus derechos a la Corona de España y reconocía como rey de España y de las Indias a Felipe V, mientras que este reconocía al emperador la soberanía sobre las posesiones de Italia y de los Países Bajos que habían correspondido a la Monarquía Hispánica antes de la guerra. En uno de los documentos del Tratado Felipe V otorgaba la amnistía a los austracistas y se comprometía a devolverles sus bienes que habían sido confiscados durante la guerra y en la inmediata posguerra. Asimismo se les reconocían los títulos que les hubiera otorgado Carlos III el Archiduque, pero al plantear de nuevo el emperador el «caso de los catalanes» —que ya había surgido durante las negociaciones de los Tratados de Utrecht-Rastatt— Felipe V volvió a negarse a restablecer las instituciones y leyes propias de los Estados de la Corona de Aragón, y el emperador acabó cediendo, lo que suscitó las críticas entre ciertos sectores austracistas.
La firma del Tratado de Viena provocó la división del austracismo en dos tendencias: una oficialista y dinasticista (radicada en Viena), que consideraba que se había obtenido lo máximo que se podía conseguir de Felipe V: la amnistía y la devolución de los bienes y dignidades de los austracistas; y otra "constitucionalista" (radicada en Cataluña) que consideraba que se había renunciado a lo esencial —la restitución de las leyes e instituciones propias del Principado— y que aún confiaba en un cambio político.

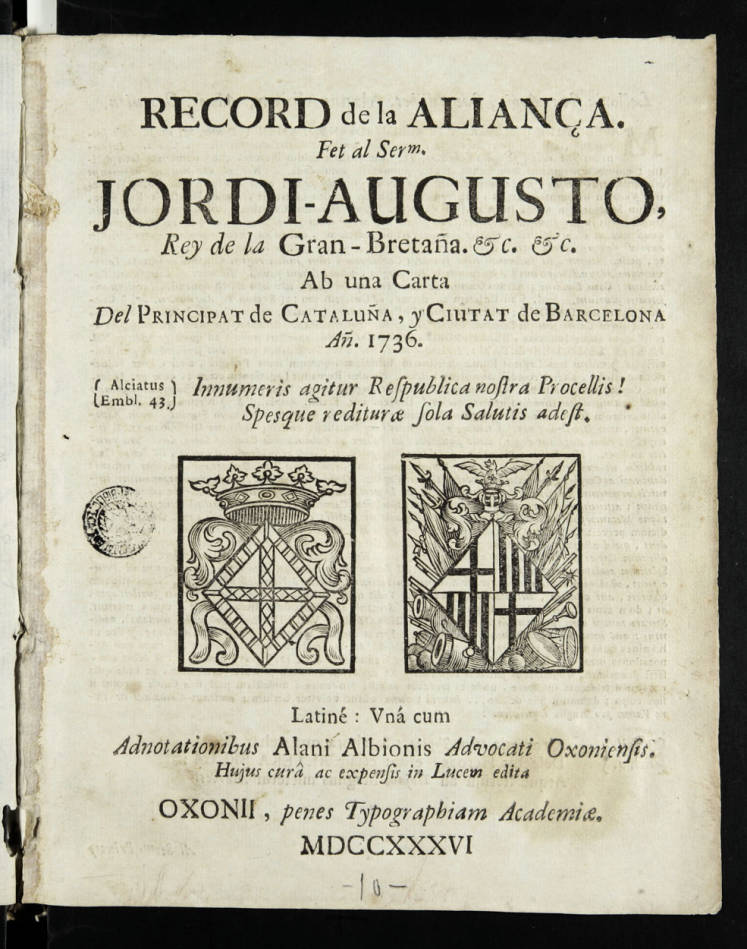
El opúsculo atribuido a Rafael Casanova Record de l'Aliança recuerda al rey Jorge II de Gran Bretaña la alianza pactada en Génova en 1705 entre el Principado de Cataluña y el Reino de Inglaterra a fin de auxiliar al Archiduque Carlos "a la entera recuperación de toda la Monarchía de España",
La implicación de Felipe V en la guerra de sucesión polaca (1733-1738) debido a los Pactos de Familia desencadenó las esperanzas de los austracistas en pos de recuperar la «Libertad de Cataluña». Fue publicado en enero de 1736, el «22º año de nuestra esclavitud».

Buena parte de los austracistas de Viena, especialmente los que ocupaban cargos en la corte imperial, no volvieron a España, y allí mantuvieron una destacada actividad política e intelectual y mantuvieron contactos, como el conde de Cervellón o el jurista Domènec Aguirre, con destacados eruditos residentes en España como los valencianos Gregorio Mayans, de familia austracista, y Manuel Martí.
La actividad publicística de estos exiliados se intensificó durante la crisis internacional abierta por la guerra de sucesión polaca (1734-1738) y en la que el «caso de los catalanes» volvió a plantearse. En aquellos años aparecieron diversas obras como Record de l'Aliança, atribuida al antiguo conseller en cap Rafael Casanova y en la que se denunciaban los compromisos incumplidos por los británicos; La voz precursora de la verdad, en la que se propugnaba la formación de una gran alianza antiborbónica; o Via fora els adormits, que defendía la vuelta a la Monarquía de los Austrias y si no era posible que los británicos impusieran una «república libre del Principado». Aunque el texto más importante de este «austracismo persistente», como lo llamó el historiador y economista catalán Ernest Lluch, fue la Enfermedad crónica y peligrosa de los reinos de España y de Indias (1741) del aragonés de origen navarro Juan Amor de Soria —que años antes había escrito otro texto que quedó inédito titulado Addiziones y notas históricas desde el año 1715 hasta el 1736—.
En la Enfermedad crónica... Juan Amor de Soria defendió un austracismo renovado que propugnaba un modelo de monarquía "federal" para España cercano al de la Monarquía Constitucional por oposición a la centralista y uniformista Monarquía absoluta borbónica, y en el que desempeñarían un papel fundamental las Cortes de cada reino —para Amor de Soria la razón de la decadencia de la Monarquía de los Austrias había sido la no convocatoria de las Cortes, «y de esta omisión han nacido los mayores males de los reinos y la peligrosa enfermedad que hoy padecen»—. Además propugnaba «hermanar y concordar las dos coronas [la de Castilla y la de Aragón] y sus naciones, deshaciendo y destruyendo una de las causas de la enfermedad de la monarquía por la discordia y antipatía que entre ellas ha reinado». Para conseguirlo las Cortes de Castilla, Aragón, Valencia y Cataluña deberían reunirse cada siete años y que se formara una asamblea fija formada por 11 diputados territoriales (2 de Castilla, 1 de Andalucía, 1 de Granada, 1 de Murcia, 1 de Galicia, 1 de Navarra y los territorios vascos y 4 de la Corona de Aragón). Finalmente defendía el establecimiento de un parlamento de la monarquía que sería convocado cada diez años y en el que estarían integrados los diputados de los reinos, dos consejeros de cada Consejo Supremo y un secretario de Estado nombrado por el rey. "En suma, la tendencia al fortalecimiento del poder de la monarquía y de las estructuras de gobierno en el camino de la construcción del Estado moderno, Amor de Soria la hacía compatible con un esquema constitucionalista y territorialmente plural, en las antípodas del modelo felipista", afirma Joaquim Albareda.
Un ejemplo representativo del «austracismo persistente» puede ser un escrito anónimo publicado en 1732 con el título de Remedios necesarios, justos y convenientes para restablecer la salud de Europa, en el que queda claro, como en otros textos, que el «caso de los catalanes» no se refería exclusivamente a las "libertades" del Principado de Cataluña sino a las de todos los «reinos y dominios» de la Monarquía de España. Así en el opúsculo se propugnaba la formación de una gran alianza en Europa para restablecer el equilibrio europeo y para liberar a los españoles que «gimen baxo la más dura servidumbre del despotismo de la Casa de Borbón» y restaurar

la antigua libertad de los españoles y de los vasallos de aquella gloriosa monarquía en dichos reinos y dominios, la segura observancia de sus leyes, de sus fueros, de sus privilegios, de sus libertades e inmunidades, la autoridad de sus Cortes generales, cual la tuvieron en tiempo de los señores reyes don Fernando y doña Isabel.

## Austracismo en América
En América el austracismo, aunque fue una amenaza latente que generó un miedo inicial a la Corona (sobre todo en el Caribe por la presencia anglo-holandesa), no llegarían a tener grandes repercusiones y no lograrían generar una Guerra civil como en la Península.

### Austracismo en el Perú
"La particular constitución de la Monarquía Católica [de los Austrias] había hecho posible la diferenciación jurídica de las comunidades que agrupaba al respetar la constitución interna de los reinos o territorios que la integraban. [...] La Monarquía no entraña la uniformidad en orden al sistema de gobierno de los reinos y señoríos que abarca. Por el contrario, respeta la variedad de sistemas políticos y jurídicos. [...] Este respeto a las leyes, usos, costumbres y estilos de los reinos que integran la Monarquía Católica no excluye la necesaria participación de los mismos en las empresas monárquicas."
L. Fernández, 1986

Aunque es un aspecto que ha sido poco estudiado en la historia del Virreinato del Perú (debido a que las autoridades borbónicas hicieron todos los esfuerzos por olvidarlos), existe documentación de que en el Perú el austracismo estuvo presente más que todo en las provincias del interior (con mayor impacto en la sierra sur) dónde por costumbre se había concentrado una sociedad muy conservadora y tradicionalista. Por otra parte, en la zona costeña (sobre todo en Lima), la gente solía ser más abierto a adoptar corrientes novedosas por un "anhelo de modernidad". Entre los simpatizantes del Archiduque Carlos de Austria en el Perú durante la Guerra de Sucesión, se presentaban en su gran mayoría los comerciantes, transportistas, mineros, gremios de artesanos, tenderos, etc de sectores económicos modestamente acomodados, además que también había gente de clase popular a los que llamaban "aguiluchos". Todos ellos estaban concentrados predominantemente en el Cusco, Puno y Potosí. En contra del proyecto modernista de Estado absoluto y centralizado, que traía desde Francia el ideal de los Borbones, los austracistas americanos empezaron a realizar conspiraciones contra el gobierno del Reformismo borbónico, en el Perú se encontraban ciertos nobles de provincia, autoridades indígenas y órdenes clericales (mayormente un sector de jesuitas y franciscanos), los cuales se agruparon mayormente en las zonas rurales (sobre todo en la sierra sur), mientras los borbonistas mayormente se asentaron en las ciudades y urbes más modernizadas de la costa (como Lima). El apoyo al austracismo de parte de gran parte de la República de indios se puede explicar en que los reformadores tenían poca estima a los curacas y caciques de la Nobleza incaica, considerados como una reliquia del pasado y un rezago de las políticas descentralizadoras de los Habsburgo, de las que se tenía mucho desprecio en el ambiente ilustrado.

"El virrey obispo Ladrón de Guevara público en Lima una carta pastoral exhortando a los peruanos mantenerse fieles a Felipe V [...] En el virreinato el discurso oficial consiguió probablemente borrar los rastros de la disidencia".
A. Lorente, 2009

"Los reformadores, sin embargo, sentían poca simpatía por kurakas tales como Túpac Amaru, a quienes consideraban un desafortunado vestigio del pasado Inca y Habsburgo."
C. Walker, 2019

En los años 1702, 1706 y 1725, el IV Marqués de Santiago de Oropesa, Pascual Enríquez de Cabrera y Almansa, intento retornar al Virreinato del Perú, pero el rey Felipe V de Borbón se lo impidió y de paso le desposeyó de gran parte de sus bienes, debido a que su familia (su tío paterno, don Juan Tomás Enríquez de Cabrera, así como doña Teresa Enríquez de Borja) había sido simpatizante de Carlos de Habsburgo. Ante ello, terminó debiéndole a la Corona española, la cantidad de 15 millones de maravedís. Para poder abonar su deuda, tuvo que ceder las rentas de los dominios (Mayorazgo de Oropesa) que poseía por Perú, España e Italia. Pese a que para el año 1725 obtuvo la devolución de sus bienes embargados, igualmente siguió prohibido de viajar a las Indias. Esta desconfianza se debía al miedo de que intentara producir Protestas o rebeliones en el Virreinato del Perú, similares a la conspiración acontecida en Granada, en el año 1704, por los Enríquez austracistas, así como otros nobles de Castilla, para traer al archiduque Carlos a España y lograr entronizarlo como único soberano a través de un Golpe de Estado.

#### Influencia Posterior
Investigaciones, como las de Klaus Koschorke, sugieren que la influencia del ideal austracista perduro en la memoria colectiva del Virreinato del Perú, donde muchas revueltas, bajo el lema de Viva el rey, muera el mal gobierno, más que por un anhelo de independentismo anticolonial, eran un anhelo a la restauración de los fueros e instituciones del buen gobierno Habsburgo, dentro del pacto con el Rey de España (aún considerado un monarca legítimo, pese a ser Borbón, donde los errores prácticos de las reformas borbónicas caían en los delegados peninsulares). Incluso se sospecha que el ideal austracita tuvo presencia indirecta en la Rebelión de Túpac Amaru II (considerado, en su etapa inicial, todavía fidelista, como un “proyecto revolucionario esencialmente conservador”), en tanto que las poblaciones, mayormente católicas, que apoyaron su revuelta de José Gabriel Condorcanqui, lo percibían como un intento de restauración de las autonomías del habsburguismo bajo otros medios, no a través de la Casa de Austria, sino que a través de la Casa real incaica, cuyo Inca católico sería garante de la tradición política de los pueblos.

Túpac-Amaru inició un movimiento de contrarreforma en 1780, que insistió obstinadamente en restaurar el gobierno católico de los Habsburgo
Koschorke, 2003

### Austracismo en Cuba
En 1704, la Colonia de Jamaica mando delegados ingleses a La Habana para incitar a la Capitanía General de Cuba a alzarse a favor de los Habsburgo, necesitando la intervención del almirante francés Coetlogon para evitar un daño mayor. Sin embargo, si se tuvo registro que habían cabildos que eran partidarios al Archiduque (sea por la influencia inglesa o por una arraigada fidelidad), por ejemplo: el sargento mayor Lorenzo de Prado Carvajal, Francisco de Prado Carvajal, Martin Recio de Oquendo (provincial de la Santa Hermandad) y múltiples abogados bajo el liderazgo de Juan de Balmaseda. Aquello sería expresado cuando en 1706, el gobernador de Cuba le impidió a los buques franceses a estacionarse en el puerto y conseguir provisiones, lo cual provocó una batalla con los marinos franceses en las que fallecieron 90 de estos y varios españoles. Sin embargo, la alianza dirigida por los ingleses nunca consideró invadir Cuba debido a su superioridad militar en aquel momento, prefiriendo la estrategia de que los propios cubanos cambiaran de bando a favor del archiduque, y atemorizar a los borbónicos con la presencia de la flota inglesa en la zona por motivos que se reducían puramente a la intimidación.

### Austracismo en México
En Nueva España, los anti-Borbónicos llegaron a circular rumores sobre que existían embarazos en las 2 esposas de Carlos II. Posteriormente el virrey José Sarmiento Valladares, conde de Moctezuma, realizaría las exequias en honor al fallecido monarca, para que poco tiempo después se realizara el juramente al nuevo monarca Felipe V en los días 4 y 5 de abril de 1701, mientras renunció a su cargo y se dio un gobierno interino presidido por el arzobispo de México, Juan de Ortega Montañés. Posteriormente arribaría el nuevo virrey,  Francisco Fernández de la Cueva, duque de Alburquerque, para noviembre de 1702, escoltado por una flota francesa de 10800 hombres dirigida por Juan Bautista Ducasse, con el objetivo de reprimir cualquier simpatía a la causa del archiduque Carlos. Algunos casos registrados fueron un pretendido intento de conspiración para proclamar a Carlos como rey en la Ciudad de México a fines de 1706, llegando a ser investigados los principales sospechosos por el oidor Baltasar de Tovar (encontrándose un sacerdote, un herrador y un comerciante peninsular), otro también fue el arresto de Salvador José Mañer (un comerciante gaditano radicado en Holanda y en posesión de pliegos a favor de los austracistas) el día 8 de enero de 1707 por haber apostado 200 pesos a favor de que toda España caería bajo la autoridad de Carlos.

### Austracismo en Venezuela
En la Capitanía General de Venezuela sucedería un hecho muy escandaloso, puesto que por un breve momento llegaría a proclamarse al archiduque Carlos como rey (en gran medida por influencia de las colonias anglo-holandesas cercanas). Aquello se daría debido a que el conde de Harrach (embajador del Sacro Imperio Romano Germánico en España), encomendo a la isla holandesa de Curazao al misterioso Bartolomé de Capocelato, conde de Anteria (que podría haber sido Mauro Aranio, natural de Trinidad y Tobago), con la tarea de enviar en secreto a emisarios a favor de la causa austracista. Así, Capocelato, aprovechando el aislamiento de Venezuela con la metrópoli y la falta de refuerzos franceses, ofrecería múltiples bienes y víveres que estaban escaseando en el territorio para convencer a los pobladores para que juren a favor del archiduque Carlos, lo cual haría el gobernador Nicolás Eugenio de Ponte y Hoyo (temiendo además a la flota anglo-holandesa cercana). Sin embargo, la intentona austracista fracasaría porque se presentó presión popular a favor de Felipe V, haciendo prisionero a Capocelato para el 5 de septiembre de 1702 (pero lograría escapar con ayuda de contactos en Venezuela, logrando regresar a Viena para abril de 1705). Otro referente del austracismo en la zona fue un amigo de Capocelato, el jesuita alemán Miguel Schabel, que tenía varias amistades tanto en Europa y América, llevando panfletos propagandísticos, recibidos en Inglaterra, a favor de los austracistas. Esto explicaría las cartas de Felipe V al Conde de Monclova sobre tener cuidado de misioneros que, bajo el pretexto de evangelizar a los indios, de hecho querían realizar propaganda antiborbónica.